# ماتيلدا هورن
ماتيلدا هورن (بالإنجليزية: Matilda Horn)‏ هي موجهة قوارب ‏ بريطانية، ولدت في 16 أغسطس 1992.

## وصلات خارجية
- ماتيلدا هورن على موقع الاتحاد الدولي للتجديف (الإنجليزية)
- ماتيلدا هورن على موقع اللجنة الأولمبية الدولية (الإنجليزية)
- ماتيلدا هورن على موقع أوليمبيديا (الإنجليزية)
- ماتيلدا هورن على موقع اللجنة الأولمبية البريطانية (الإنجليزية)